# Mogilino
Mogilino (Bulgaars: Могилино) is een dorp in het noorden van Bulgarije. Het dorp maakt onderdeel uit van de gemeente Dve Mogili in oblast Roese en ligt 230 kilometer ten noordoosten van Sofia.

## Bevolking
Op 31 december 2019 telde het dorp 143 inwoners.
|  |

| Etnische samenstelling van de respondenten (2011) | Etnische samenstelling van de respondenten (2011) | Etnische samenstelling van de respondenten (2011) | Etnische samenstelling van de respondenten (2011) | Etnische samenstelling van de respondenten (2011) |
| ------------------------------------------------- | ------------------------------------------------- | ------------------------------------------------- | ------------------------------------------------- | ------------------------------------------------- |
|                                                   |                                                   |                                                   |                                                   |                                                   |
| Bulgaren                                          | Bulgaren                                          |                                                   | 75,7%                                             | 75,7%                                             |
| Turken                                            | Turken                                            |                                                   | 23,9%                                             | 23,9%                                             |
| Roma                                              | Roma                                              |                                                   | 0,0%                                              | 0,0%                                              |
| Anders/Onbekend                                   | Anders/Onbekend                                   |                                                   | 0,4%                                              | 0,4%                                              |

Baniska · Batisjnitsa · Bazovets · Dve Mogili · Karan Varbovka · Katselovo · Mogilino · Ostritsa · Pepelina · Pomen · Sjirokovo · Tsjilnov